# 부앙가바섬
부앙가바섬 (Vuaqava, [βuaŋˈɡaβa])은 피지 라우 제도 남부 캄바라섬에서 남남서쪽으로 5km 떨어진 외곽에 위치한 섬이다. 총면적은 8.1km2이며 최고 고도는 107m이다. 사람이 살지 않는 무인도지만 가끔 어부들이 머무르기도 한다.
부앙가바 섬은 환초로 생겨난 석회섬으로, 코로가라 환초 (토칼라우 환초군)에 속하며 중신세 후기에 생겨난 것으로 추측된다. 섬의 대부분은 처음부터 쇄설류로 이뤄졌으나 남부 해안가를 따라 암초가 일정하게 생겨났다. 섬 안쪽 분지에는 1.21m²면적의 피지에서 가장 큰 호수가 자리해 있다. 또 골짜기가 호수보다 1m 높이로 솟아 있다.